# Ej barré
Cette page contient des caractères spéciaux ou non latins. S’ils s’affichent mal (▯, ?, etc.), consultez la page d’aide Unicode.
L’ej barré, ʒ, est un graphème utilisé comme symbole dans certaines transcriptions phonétiques. Il s’agit de la lettre Ʒ diacritée d'une barre inscrite.

## Utilisation
Munkácsi Bernát utilise l’ej barré avec un caron ‹ ǯ › dans la transcription phonétique de langues finno-ougriques dans A votják nyelv szótára publié en 1896.
L’ej barré ‹ ʒ › a été utilisé dans la révision de 1927 de la transcription phonétique du journal L’Italia dialettale pour représenter une consonne décrîte comme une « sibilante interdentale voisée » des dialectes de Cavagnago et de Sobrio, remplaçant le t barre ‹ ŧ › dès lors utilisé pour une consonne fricative dentale voisée [ð] de dialectes de Corse.

## Représentation informatique
L’ej barré n’a pas de représentation informatique standardisée. Il peut être présenté à l’aide de formatage sur la lettre ej ‹ ʒ › ou en combinant la lettre ej avec une diacritique barre courte couvrante ‹ ʒ̵ › ou un diacritique barre longue couvrante ‹ ʒ̶ ›.